# Porrorhachis macrosepala
Porrorhachis macrosepala är en orkidéart som först beskrevs av Rudolf Schlechter, och fick sitt nu gällande namn av Leslie Andrew Garay. Porrorhachis macrosepala ingår i släktet Porrorhachis och familjen orkidéer.
Artens utbredningsområde är Sulawesi. Inga underarter finns listade i Catalogue of Life.